# Enicospilus enderleini
Enicospilus enderleini là một loài tò vò trong họ Ichneumonidae.